# Trinitat Revoltó Cervelló
Trinitat Revoltó Cervelló   (l'Espluga de Francolí, 1915 - Ajaccio, 2008) fou una dona republicana, sindicalista, cofundadora i dirigent destacada del Partit Socialista Unificat de Catalunya, de la Unió de Dones Antifeixistes, i membre de la resistència antinazi i antifranquista. Visqué exiliada a la URSS i a França.
Nascuda en el si d'una família molt humil, que de generacions guardava l'ermita de La Santíssima Trinitat de l'Espluga de Francolí, el pare va emigrar a Barcelona, on trobà feina de carreter, i la mare feia de serventa i portera en una casa de l'alta burgesia, fet que els donava dret a ocupar un modest habitatge a la mateixa finca. Com molts fills d'obrers,Trinitat Revoltó mai fou escolaritzada. Amb només nou anys entrà d'aprenenta en un taller de costura i el seu pare, quan plegava de treballar, li transmetia els ensenyaments culturals bàsics. Als quinze anys era ja obrera qualificada i militant del Sindicat de l'agulla de la CNT. El 1933 ingressà a la Joventut Comunista de Catalunya, fet pel qual fou expulsada del sindicat. Per tal de millorar el seu nivell cultural, freqüentava els ateneus obrers, especialment l'Ateneu Enciclopèdic Popular del carrer del Carme, on assistia a classes, conferències i debats. El 1934 participà activament en les lluites urbanes pels Fets del sis d'octubre, i el 19 de juliol de 1936, en ple aixecament feixista del 19 de juliol, intervingué en la defensa de Capitania i Governació a Barcelona.
Cofundadora i militant del PSUC s'allistà voluntària a l'expedició del Capità Bayo per alliberar Mallorca, més tard anà al front de Tardienta, on operava la Columna Carles Marx, a coordinar les dones de la Milícia. Novament a Barcelona, assistí a la creació de la Unió de Dones Antifeixistes de Catalunya i treballà activament en els proveïments als soldats del front, l'acolliment de refugiats, els menjadors i el reallotjament de les víctimes dels bombardejos.
El PSUC estava adherit a la Internacional Comunista i Trinitat Revoltó fou enviada a la URSS, on rebé la proposta de treballar per als serveis d'intel·ligència soviètics, oferiment que rebutjà, al·legant que no tenia vocació, ni aptituds, per a aquell tipus de feina.
A finals de gener de 1939, quan la guerra es donava per perduda, fou evacuada a França amb la seva germana i dos nebots als quals no tornà a veure fins al cap de trenta anys. Fou internada en un camp de refugiats a Mont de Marçan, fins que l'ambaixada soviètica li facilità el trasllat a la URSS. Mentrestant el seu pare estava en un camp de concentració francès, i la mare, incapaç d'afrontar l'exili, fou empresonada a Barcelona.
Arribà en vaixell a Leningrad, i juntament amb altres refugiats fou traslladada en tren a Ucraïna, on després d'un període de recuperació, s'incorporà a la producció d'una fàbrica d'indústria pesant. S'adherí al moviment Stakhanovsita i el 1942 assistí a l'Escola Internacional Lenin per formar-se en teories marxistes. Allà conegué Sebastià Piera i Llobera, un jove de la Noguera, membre del PSUC i oficial de l'Exèrcit Roig, que més tard seria el seu marit. Durant la invasió nazi, fou evacuada més enllà dels Urals, on sobrevisqué en condicions extremes i temperatures de 40 °C sota zero.
El 1944 fou novament reclamada a Moscou per ser instruïda en tàctiques de guerrilla i preparar la seva tornada a Catalunya. A finals de 1945, procedent de Bucarest, es traslladà a Iugoslàvia. A Belgrad fou rebuda amb honors pel Mariscal Tito. Quan arribà la primavera, travessà els Alps a peu, acompanyada de partisans italians i aconseguí arribar clandestinament a un poblet prop de Niça. Allà fou recollida per Julián Grimau, que organitzà el seu trasllat a Tolosa, on fou rebuda per Santiago Carrillo i Ramon Soliva, S'incorporà a la direcció de la branca femenina del PSUC a França i fou elegida secretària general de la Unió de Dones de Catalunya. Va assistir a la Constitució del Moviment Internacional per la Pau, a París; al Congrés de la Federació Sindical Mundial, a Milà, i actuà com a delegada i traductora de rus al Congrés de la Federació Mundial de Dones, a Budapest.
El seu marit, Sebastià Piera, entrà clandestinament a Espanya el 1947 amb la missió de reconstruir el PSUC formant part de l'Agrupació Guerrillera de Catalunya. Caigué al cap de poc temps juntament amb l'anomenat Grup dels 80. Durant un mes fou torturat pels policies del comissari Creix, que li deixaren el rostre desfigurat de per vida. L'any 1949, quan sortí de la presó, tornà a París. Trinitat Revoltó havia recuperat el seu antic ofici de cosidora. Sobrevisqueren amb grans privacions amb el seu primer fill Sergi, i els pares de Piera, que havien tornat de la Unió Soviètica.
L'any 1951 es respirava un clima enrarit en el si del Partit Comunista, causat per la desconfiança, el sectarisme ideològic i les purgues de l'estalinisme. A França, la psicosi de la Guerra Freda va provocar que centenars d'exiliats comunistes, acusats d'espionatge, fossin empresonats i deportats, dins del marc de l'Operació Bolero-Paprika, una acció il·legal de detenció de refugiats comunistes per ordre del Ministeri de l'Interior francès. Trinitat Revoltó i Sebastià Piera foren detinguts de matinada (es feia així, amb la màxima discreció, per no alertar l'opinió pública i els mitjans de comunicació), interrogats durant dos dies, traslladats a Marsella i embarcats cap a Còrsega, on visqueren en condicions duríssimes, sense poder recuperar durant molts mesos el seu fill Sergi, malalt dels ossos, que havia quedat hospitalitzat a França. Tingueren dos fills més, i no fou fins a l'any 1965 que reberen l'autorització per desplaçar-se, tot i que tenien prohibit establir-se en diversos departaments francesos. Havien passat catorze anys, i decidiren quedar-se definitivament a Ajaccio, tot i que després de la mort de Franco, demanaren el passaport espanyol i tenien casa a Catalunya. Trinitat Revoltó Cervelló morí a Ajacció el març de 2008. L'Alcalde d'Ajaccio, consellers de l'Assemblea Corsa, diputats i senadors i representants de partits polítics i unes 2500 persones feren costat al seu vidu i fills per retre-li homenatge. Sebastià Piera Llobera morí el 2014